# Father Demo Square
"Father Demo Square" è il quarto EP di Money Mark, uscito nel 2005 sotto l'etichetta Rush! Production.

## Tracce
1. Summer Blue
2. Ride Your Bike!!
3. Aqua Dolce
4. Black Butterfly
5. Momma: Baby
6. Hungry 4 Luv (batteria: Sean Lennon)
7. Electric Dope (basso: Tommy Guerrero; chitarra: Money Mark; beatbox umana: Afra; organo: Tucker)
8. The Years Know
9. Gridlock Gumbo
10. Tomorrow's Gold? (batteria: Pedro Yanowitz)
11. F.D.S. Theme (basso: Sean Lennon; batteria: Steven Hodges; chitarra: Smokey Hormel; piano e voce: Money Mark)
12. Pretend to Sleep

## Curiosità
- Le canzoni Summer Blue, Black Butterfly e Pretend to Sleep si trovano anche in Brand New by Tomorrow, pubblicato nel 2007